# Società Italiana per il Traforo del Monte Bianco
Società Italiana per il Traforo del Monte Bianco S.p.A. (pl. Spółka włoska dla Tunelu pod Monte Blanc) – spółka zajmująca się utrzymaniem i obsługą włoskiej części tunelu pod Mont Blanc. Powstała 1 września 1957 w Aoście. Koncesja wygaśnie w roku 2050.

## Udziałowcy
- Autostrade per l’Italia – 51%
- ANAS – 32.125%
- Region autonomiczny Valle d’Aosta – 10.625%